# Hans Werner Scharnowski
Hans Werner Scharnowski (* 1954, Schreibweise auch: Hans-Werner Scharnowski; Bezeichnung auch: Hansi Scharnowski)  ist ein deutscher Musiker, Arrangeur, Produzent und Komponist christlicher Popmusik.

## Leben und Werk
Hans-Werner Scharnowski studierte an der Folkwang Universität der Künste in Essen und an der Hochschule für Musik und Theater Hamburg. 
Seit Mitte der achtziger Jahre ist er Arrangeur und Produzent  von bekannten christlichen Künstlern wie Hella Heizmann, Beate Ling, Jörg Swoboda und Christian Löer. Nach Gerhard Schnitter und Johannes Nitsch wurde er 2003 musikalischer Leiter der Großevangelisation Pro Christ.  Außerdem dirigierte er den Unvergessen-Chor, zusammengesetzt mit Sängern aus dem Jubilate-Chor, den Wetzlarer Chören, dem Wir-singen-für-Jesus-Chor und Singkreis Frohe Botschaft, auf dem großen Nostalgiekonzert Unvergessen – Lieder, die bleiben, veranstaltet von Gerth Medien und dem ERF.
Hans-Werner Scharnowski verfasste, mit Jürgen Werth als Texter, das Musical Noch einmal Kapernaum, 2004 im Felsenfest-Musikverlag erschienen. Zuvor produzierte er, ebenfalls mit Jürgen Werth als Texter und mit Johannes Nitsch als Koproduzent und -komponist das Konzept Hoffnungsland 1998. Sein bekanntestes Lied ist wohl Bist zu uns wie ein Vater, das inzwischen in unzähligen Kirchen und Gemeinden gesungen wird. Er war Leiter des Chores Living Gospel Schalksmühle und betrieb das Tonstudio Hit’n Run in Schalksmühle.
Am 29. August 2015 wurde Scharnowski als hauptamtlicher Kantor für christliche Popularmusik (sog. „Popkantor“) des Evangelischen Kirchenkreises Münster eingeführt; er ist erster Popkantor in der Evangelischen Kirche von Westfalen.

## Privates
Hans-Werner Scharnowski ist verheiratet; er hat drei Kinder und wohnt in Münster.

## Diskografie
Im Folgenden aufgezählt, eigene Konzeptproduktionen von Hans-Werner Scharnowski, meist in Zusammenarbeit mit diversen Interpreten der christlichen Musikszene. Engagements als Arrangeur und Produzent  für selbststehende Künstler sind nicht berücksichtigt.
| Jahr | Titel                               | Untertitel                                                      | Mitwirkende | Verlag          |
| ---- | ----------------------------------- | --------------------------------------------------------------- | --- | --------------- |
| 1991 | Junge Lieder aus Jesu Name, Vol. 10 |                                                                 | Anke Sieloff, Beate Ling, Ruthild Wilson, Frieder Jost, Helmut Jost, Eberhard Rink, Christoph Zehendner, Wilfried Lill, Hans Werner Scharnowski Studiochor                                        | Hänssler Verlag |
| 1996 | PS: Lebenslieder                    |                                                                 | Ruthild Wilson, Beate Ling, Eberhard Rink, Bernd-Martin Müller, Thea Eichholz, Hans Werner Scharnowski Studiochor                                                                                 | Felsenfest      |
| 1997 | Jahreslieder 1                      |                                                                 | Jürgen Werth, Werner Hoffmann, Thea Eichholz, Bernd-Martin Müller, Ingo Beckmann, Beate Ling, Hans Werner Scharnowski Studiochor                                                                  | Felsenfest      |
| 1997 | Völlig anders als erwartet          | Musikalische Überraschungen für die Advents- und Weihnachtszeit | Hella Heizmann, Carola Rink, Eberhard Rink, Wilfried Lill, Rainer Bärensprung, Brassmen, Hans Werner Scharnowski Studiochor                                                                       | Felsenfest      |
| 1998 | Hoffnungsland                       | Lieder über ein Volk auf dem Weg                                | Anja Lehmann, Michael Fajgel, Anke Sieloff, Layna, Stephanie Heinen, Ingo Beckmann, Rolf Dieter Degen, Lisa Shaw, Aaron 'S 770, Johannes Nitsch, Hans Werner Scharnowski Studiochor               | Felsenfest      |
| 1998 | Jahreslieder 2                      |                                                                 | Jürgen Werth, Werner Hoffmann, Christoph Zehendner, Albert Frey, Hans Werner Scharnowski Studiochor                                                                                               | Felsenfest      |
| 1999 | Jahreslieder 3                      |                                                                 | Andreas Volz, Ingo Beckmann, Christoph Zehendner, Jürgen Werth, Hans Werner Scharnowski Studiochor                                                                                                | Felsenfest      |
| 2000 | Jahreslieder 4                      |                                                                 | Hella Heizmann, Albert Frey, Christian Löer, Lothar Kosse, Thea Eichholz, Hans Werner Scharnowski Studiochor                                                                                      | Felsenfest      |
| 2001 | Jahreslieder 5                      |                                                                 | Lothar Kosse, Albert Frey, Christian Löer, Andreas Malessa, Hella Heizmann, Hans Werner Scharnowski Studiochor                                                                                    | Felsenfest      |
| 2002 | Suchen - und finden                 | 2003 - Das Jahr der Bibel. Die offizielle Musik-CD              | Clemens Bittlinger, Tina Rink, Andrea Adams-Frey sowie Mitwirkende aus Zweitverwertungen | Felsenfest      |
| 2002 | Jahreslieder 6                      |                                                                 | Martin Buchholz, Ingo Beckmann, Lothar Kosse, Anja Lehmann, Daniel Jacobi, Hans Werner Scharnowski Studiochor                                                                                     | Felsenfest      |
| 2003 | Andreas Malessa gesungen            |                                                                 | Elke Reichert, Sarah Kaiser, Sebastian Cuthbert, Johannes Falk, Klaus-André Eickhoff, Chorlight                                                                                                   | Felsenfest      |
| 2003 | Jahreslieder 7                      |                                                                 | Albert Frey, Andrea Adams-Frey, Hella Heizmann, Andreas Malessa, Theo Eißler, Werner Hoffmann, Bernd-Martin Müller, Clemens Bittlinger, Jürgen Werth, Pro Joe, Hans Werner Scharnowski Studiochor | Felsenfest      |
| 2004 | Jahreslieder 8                      |                                                                 | Albert Frey, Andrea Adams-Frey, Manfred Siebald, Christian Löer, Wolfgang Kraska, Arne Kopfermann, Lothar Kosse, Jörg Swoboda, Hans Werner Scharnowski Studiochor                                 | Felsenfest      |
| 2004 | Noch einmal Kapernaum               | Musical von Jürgen Werth und Hans-Werner Scharnowski            | Michael Fajgel, Carola Laux, Chorlight | Felsenfest      |
| 2005 | Zweifeln – staunen                  | Die Pro-Christ-CD 2006                                          | Albert Frey, Carola Laux, Manfred Siebald, Chorlight | Hänssler        |
| 2007 | Hoffnung lässt die Flügel wachsen   |                                                                 | Hans Werner Scharnowski Studiochor | Felsenfest      |
| 2009 | Lieder zum Staunen                  | Pro Christ 2009                                                 | Beate Ling, Klaus-André Eickhoff, Manfred Siebald, Jürgen Werth, Chorlight | Hänssler        |